# Вакцинація проти COVID-19 у Японії
Вакцинація проти COVID-19 у Японії — це кампанія масової імунізації населення Японії проти COVID-19 під час пандемії коронавірусної хвороби. Вакцинальна кампанія в країні розпочалась пізніше, ніж у більшості інших великих економік, лише в лютому 2021 року. Японію часто називали «повільною» в проведенні вакцинації.
В основну фазу вакцинації Японія схвалила використання вакцин Pfizer–BioNTech, Moderna та Oxford–AstraZeneca. На початку жовтня 2021 року урядові дані показували, що 60,9 % жителів країни отримали другу дозу вакцини, тоді як 71,3 % отримали перше щеплення. На середину 2022 року 79 % японців отримали дві дози вакцини проти COVID-19; 20 % отримали третю (бустерну) дозу.

## Передумови
14 лютого 2021 року вакцину Pfizer було схвалено урядом Японії, та допущено до використання з 17 лютого 2021 року. 28 травня 2021 року вакцину Pfizer було схвалено комісією міністерства охорони здоров'я Японії для підлітків віком від 12 до 15 років. 21 травня 2021 року вакцини Moderna та AstraZeneca були схвалені урядом Японії.

### Використання вакцина
| Вакцина            | Схвалення      | Застосування    | Наявність доз (у мільйонах) |
| ------------------ | -------------- | --------------- | --------------------------- |
| Pfizer–BioNTech    | 14 лютого 2021 | 17 лютого 2021  | 194                         |
| Moderna            | 21 травня 2021 | 23 травня 2021  | 100                         |
| Oxford–AstraZeneca | 21 травня 2021 | 16 травняt 2021 | 120                         |
| Janssen            | 20 червня 2022 | Ні              |                             |
| Novavax            | 19 червня 2022 | 26 травня 2022  | 150                         |

Японія передала 1,24 мільйона доз вакцини AstraZeneca Тайваню та 1 мільйон доз В'єтнаму. До цих країн планувалося відправити ще 2 мільйона доз. Японія також передала по мільйону доз Таїланду, Малайзії, Індонезії та Філіппінам. Японія також подарувала понад 2 мільйони доз вакцини AstraZeneca Ірану через COVAX.

### Вакцини на стадії досліджень
| Вакцина                                                                 | Країна походження | Тип (технологія)       | Прогрес | Посилання                   |
| ----------------------------------------------------------------------- | ----------------- | ---------------------- | --- | --------------------------- |
| AG0302-COVID‑19 AnGes Inc., AMED                                        | Японія            | ДНК-вакцина (плазміда) | Фаза II—III (500) Рандомізоване, подвійне сліпе, плацебо-контрольоване, листопад 2020 р. — квітень 2021 р., Японія | [ 20 ] [ 21 ] [ 22 ] [ 23 ] |
| S-268019 Shionogi                                                       | Японія            | Білкова субодинична    | Фаза I—II (214) Рандомізоване, подвійне сліпе, плацебо-контрольоване, паралельна група. Грудень 2020 — червень 2022, Японія                                                                                             | [ 24 ]                      |
| DS-5670 Daiichi Sankyo                                                  | Японія            | РНК-вакцина            | Фаза I—II (152) Дослідження фази 1/2 для оцінки безпеки, імуногенності та рекомендованої дози DS-5670a (вакцина проти COVID-19) у здорових дорослих і людей похилого віку в Японії. Березень 2021 — липень 2022, Японія | [ 25 ] [ 26 ] [ 27 ]        |
| KD-414 «KM Biologics Co»                                                | Японія            | Інактивована вакцина   | Фаза I—II (210) Рандомізована, подвійна сліпа, плацебо-контроль, паралельна група. Березень 2021 — грудень 2022, Японія                                                                                                 | [ 28 ] [ 29 ]               |
| EXG-5003 «Elixirgen Therapeutics», Університет охорони здоров'я Фуджіта | Японія, США       | РНК-вакцина            | Фаза I—II (60) Вперше на людях, рандомізована, плацебо-контрольована, квітень 2021 — січень 2023, Японія | [ 30 ]                      |

## Історія
У квітні 2021 року прем'єр-міністр Йосіхіде Суґа повідомив, що Японія отримає 50 мільйонів доз вакцини Pfizer після зустрічі з генеральним директором компанії.
Повільне проведення вакцинації в Японії, коли станом на 21 травня 2021 року було щеплено 4 % населення, призвело до критики щодо повільного схвалення, перебоїв з постачанням, і відсутності медичних працівників. Опитування, проведене в квітні 2021 року, показало, що більше 60 % людей були незадоволені розповсюдженням вакцини в Японії, причому експерти стверджували, що зараз надто пізно зупиняти поширення варіантів за допомогою вакцин.
21 травня 2021 року кілька муніципальних органів влади префектури Канаґава позбулися своїх запасів вакцини Moderna, оскільки термін придатності її доз наближався до кінця. 5 червня 2022 року близько 740 тисяч доз Moderna були утилізовані через закінчення їх терміну придатності.